# Las Naves (canton)
Las Naves est un canton d'Équateur situé dans la province de Bolívar.